# Canariphantes naili
Espèce
Synonymes
- Lepthyphantes naili Bosmans & Bouragba, 1992

Canariphantes naili est une espèce d'araignées aranéomorphes de la famille des Linyphiidae.

## Distribution
Cette espèce se rencontre en Algérie dans les monts des Ouled Naïl, les Aurès et le Djurdjura et Maroc vers Essaouira et Oukaïmeden,,.

## Description
Le mâle holotype mesure 1,20 mm, les mâles mesurent de 1,18 à 1,42 mm et les femelles de 1,64 à 2,10 mm.

## Systématique et taxinomie
Cette espèce a été décrite sous le protonyme Lepthyphantes naili par Bosmans et Bouragba en 1992. Elle est placée dans le genre Canariphantes par Saaristo et Tanasevitch en 2000.

## Étymologie
Cette espèce est nommée en l'honneur de Nail.

## Publication originale
- Bosmans & Bouragba, 1992 : « Trois nouvelles Linyphiidae de l'Atlas Algérien, avec la description du mâle de Lepthyphantes djazairi Bosmans, et la redescription de Lepthyphantes homonymus Denis (Araneae). » Bulletin et Annales de la Société Entomologique de Belgique, vol. 128, p. 245-262.